# Opegrapha areniseda
Opegrapha areniseda är en lavart som beskrevs av Nyl. Opegrapha areniseda ingår i släktet Opegrapha och familjen Roccellaceae.   Inga underarter finns listade i Catalogue of Life.